# Фронт свободы (Ливан)
Фронт свободы (араб. جبهة الحرية‎) — ливанское политическое движение националистического и христианско-демократического толка. Создан Фуадом Абу Надером на основе организации правохристианских ветеранов гражданской войны. Выступает за независимость Ливана, демократические и социальные реформы, политическое единство христианской общины. Продолжает политические традиции Ливанского фронта.

## Создание
Кедровая революция 2005 года покончила с сирийской оккупацией Ливана. Активное участие в этом движении принимал видный политик христианской общины Фуад Абу Надер — один из лидеров «традиционной» Катаиб, командир фалангистской милиции и Ливанских сил. Абу Надер возглавлял организацию правохристианских ветеранов гражданской войны.
В конце августа 2007 года на основе ветеранской организации по инициативе Фуада Абу Надера был учреждён Фронт свободы. В новую организацию вошли фалангисты, национал-либералы из бывшей Милиции Тигров, представители движений Стражи кедров и Танзим. Председателем Фронта свободы стал Фуад Абу Надер, его заместителем — ветеран-фалангист Джой Эдде (Абу Надер и Эдде были давними боевыми соратниками, оба командовали «Ливанскими силами» в Битве при Захле 1981 года). Конфессионально все учредители представляли христиан-маронитов, политически ориентировались на традицию Башира Жмайеля. Они были также известны неприятием раскола «Ливанских сил» в середине 1980-х, возникшего от междоусобной борьбы Ильяса Хобейки и Самира Джааджаа.

## Программа
Название Фронта свободы сознательно перекликалось с первоначальным наименованием Ливанского фронта времён гражданской войны — Ливанский фронт за свободу и человека. Тем самым создавалась ассоциация с популярными идеями высокоавторитетного в христианской среде Шарля Малика. Фронт свободы позиционируется прежде всего как движение христианского единства, выступает за сотрудничество всех партий христианской общины. Девизом Фронта свобода является принцип Шарля Малика: К единству Ливана через единство христиан.
При этом Фронт свободы считает Ливан оплотом для христиан, подвергающихся преследованиям в исламских государствах. Сплочённая христианская община Ливана рассматривается как сила, способная противостоять фундаментализму и терроризму.
Основные программные принципы Фронта свободы:
- независимость и суверенитет Ливана, недопущение сирийского вмешательства в ливанские дела, денонсация неравноправных договоров с Сирией
- активное участие гражданского общества в демократической государственной политике
- демократизация избирательной системы
- развитие регионального самоуправления
- социальное регулирование экономики
- последовательная секуляризация государства
- обеспечение надёжной обороны и безопасности, создание национальной гвардии для защиты от терроризма
- миролюбивая и нейтралистская внешняя политика

Фронт свободы выступает за конструктивный диалог с ливанскими мусульманами. Однако организация с глубочайшей настороженностью воспринимает пребывание в Ливане палестинцев и сирийцев. Программа содержит пункт о недопустимости вооружения палестинцев (в этом сказывается наследие гражданской войны — память о боях с ООП). Фуад Абу Надер негативно высказывался о наплыве в Ливан беженцев из Сирии. Присутствие мусульманских иммигрантов он называет проблемой для экономики, безопасности, политической стабильности, конфессионального баланса и демографии Ливана.

## Политика
Формально Фронт свободы является общественным движением, а не политической партией. Участники могут состоять в различных партиях. Фуад Абу Надер — видный деятель Катаиб, представляет социал-демократическое крыло Ливанской фаланги.
Однако Фронт свободы обладает существенными партийными признаками. Организация придерживается чёткой идеологии, выдержанной в духе христианской демократии и ливанского национализма. Организация активно участвует в политической жизни, стараясь консолидировать партии, происходящие из правохристианского лагеря — прежде всего Катаиб, «Ливанские силы» и национал-либералов.
В 2014 году Фуад Абу Надера уступил формальное председательство Хасану Абу Джуде (одной из причин являлись давние сложности в отношениях с Самиром Джааджаа, которые препятствовали консолидации с «Ливанскими силами»). Новый председатель полностью разделяет позиции основателя.
В феврале 2016 года делегация Фронта свободы провела с Самиром Джааджаа переговоры о «христианском соглашении». Однако в конце года Фуад Абу Надер не одобрил альянса Джааджаа с просирийским политиком Мишелем Ауном, при поддержке «Ливанских сил» избранным в президенты. В то же время Абу Надер в целом позитивно воспринимает деятельность президента Ауна.
Штаб-квартира Фронта свободы расположена в Джунии.